# Heston Aerodrome
Heston flyveplads – Heston Aerodrome, var en britisk flyveplads vest London som var i brug mellem 1929 og 1946. Rester af flyvepadsen kan stadig ses i udkanten af Heston og Cranford i bydelen Hounslow. 

## Historie
Heston Aerodrome blev taget i brug i 1929 af flyveklubber og enkelte private aktører som efterhånden etablerede sig og som prøvde at konkurrere med Imperial Airways, Heston havde en gunstig beliggenhed og fik fordele af det. De første som benyttede Heston var "Spartan Airways" med en daglig rute til Isle of Wight. I 1935 blev Heston base for British Airways Ltd. I 1937 blev flyvepladsen opkøbt af luftfartsministeriet og udvidet til næsten samme størrelse som Croydon Airport, og som Londons flyveplads nr. 2 på den tid. Ved udbruddet af 2. verdenskrig sluttede al civilflyvning fra Heston. 

### Krigsårene
Heston ophørte som civil flyveplads i sommeren 1940 og de selskaber som opererede derfra blev flyttet over til Gatwick. Under 2. verdenskrig var flyvepladsen base for RAF som havde Spitfires og Hurricanes stationeret der. RAF benyttede Heston sammen med det amerikanske flyveåben som opererede flying fortresses derfra.

### Efterkrigsårene
Efter krigen blev Heathrow valgt som Londons hovedflyveplads. Hestons beliggenhed og den omkringliggende bebyggelse gjorde, at Heston ikke havde muligheder for at udbygges til de krav som måtte stilles til en hovedflyveplads. 

### I dag
Meget af det som tidligere var Heston Airport er nu bebygget og det som minder om, at der har været en flyveplads er gade- og vejnavne som er luftfartsrelateret, så som Brabazon Road og Bleriot Road. 
Heston vil nok i høj grad huskes bedst for en septemberdag i 1938 da den britiske statsminister Neville Chamberlain kom tilbage til Heston efter at have mødt Adolf Hitler til samtaler om det som er blevet kendt som Münchenaftalen. Historiebøgerne viser billeder af Chamberlain på flyvepladsen, foran flyet mens han vifter med et papirark, men ordene "Peace for our time" ("Fred i vor tid") blev først fremsat uden for bopælen i Downing Street nr. 10.